# Wasserturm (Osterholz-Scharmbeck)
Der Wasserturm in der niedersächsischen Stadt Osterholz-Scharmbeck, Ortsteil Scharmbeck, Lindenstraße 66, stammt aus dem ersten Drittel des 20. Jahrhunderts. Aktuell (2025) wird er nicht genutzt.
Das Gebäude steht unter Denkmalschutz (siehe auch Liste der Baudenkmale in Osterholz-Scharmbeck).

## Geschichte und Beschreibung
Die Stadt Osterholz-Scharmbeck entstand 1927 durch den Zusammenschluss der Orte Osterholz und Scharmbeck. Vor 1935 wurde die Bevölkerung über private und im Stadtgebiet verteilte öffentliche Brunnen mit Wasser versorgt, u. a. auf dem Scharmbecker Markt und an der heutigen Kreuzung Bahnhofstraße/Lange Straße.
Der fast quadratische und verklinkerte Wasserturm mit dem hohen Sockelgeschoss und dem Turmschaft wurde 1935 nach Plänen von Max von Essen (Bremen) (Inschrift) für die Osterholzer Stadtwerke gebaut. Er ist 26,22 m hoch. Seitlich stehen ein Eingangsbau mit Vordach und ein zweigeschossiger Anbau an der Süd- und Ostseite. Der sparsame Fassadenschmuck erfolgte durch Backsteinbänder und ein langes vertikales Fensterband an der Westfassade. Der Turm an der höchsten Stelle (37,2 m über NN) des Ortes ist ein markanter Punkt in der Ortssilhouette und ein Wahrzeichen der Stadt. Der größere 160 m³ fassende Wassertank im Erdgeschoss versorgte die Niederdruckzone, der höhere 50 m³ große Tank die Hochdruckzone. Ab Dezember 1935 wurde die Wasserversorgung in Betrieb genommenen, mit aufbereitetem Wasser aus zwei großen Brunnen vom Rande der Hammeniederung. 25 km Ortsrohrleitungen und 15 km Hausanschlussleitungen wurden verlegt.
Bis 1978 war der Turm wichtiger Bestandteil des städtischen Wassernetzes. Um 1978 wurde der Erdwasserspeicher am Garteler Weg in Betrieb genommen. Nun diente der Turm bis 2008 im Sommer als Aussichtsturm, bevor er wegen notwendiger Sanierungsarbeiten geschlossen werden musste. Ein Verkauf kam nicht zustande. Um 2013 wurde das Bauwerk saniert und es erhielt die LED-Lichtleisten mit wechselnden Farben in Grün und Blau. Teile der Wassertanks wurden um 2023 ausgebaut, um eine andere Nutzung zu ermöglichen.
Das Landesdenkmalamt befand u. a.: „… eine ortsbildprägende Wirkung …“